# Свети Никола (Тресонче)
Вижте пояснителната страница за други значения на Свети Никола.
„Свети Никола“ (на македонска литературна норма: „Свети Никола“) е възрожденска църква в дебърското мияшко село Тресонче, Северна Македония. Църквата е част от Дебърско-Реканското архиерейско наместничество на Дебърско-Кичевската епархия на Македонската православна църква – Охридска архиепископия.
Разположена е в западния вход на селото, в местността Ленища и доминира над Тресонче. В непосредствена близост до църквата е полуразрушената къща на Дичо Зограф, а малко по-нагоре е обновената къща на войводата Максим Ненов.
Църквата е изградена в XVII век или в началото на XIX век и е в доста лошо състояние. Представлява малка еднокорабна сграда с централен купол на нисък барабан. Църквата се състои от наос, олтарна апсида с ниши за проскомидия и дяконикон, отделени от наоса с иконостас и хорова галерия на запад. Над централния дял е куполът, поставен на осмоъгълен барабан на височина от 4,5 метра над покрива. На южната стена над входната врата има конзолни ниши, което показва, че там е имало трем. До галерията за хора се стига по дървена стълба от левия западен ъгъл. До нея се стига пряко и от съседната къща на Душнуровци.
Интериорът се доминира от иконостаса, който е добре запазен. Отворите в барабана на купола допринасят за приглушеното базиликално осветление. Също така има и малки остатъци от живопис, която е в много лошо състояние. В църквата работи Аврам Дичов.
Църквата е градена с камък, най-вече бигор, без хоросан до покрива. Барабанът е изграден по-прецизно с дялани блокове бигор, слепени с хоросан. Каменни блокове бигор са употребени и за обличане на прозоречните отвори и вратите. Белината на бигора ясно очертава тези елементи и придава свежест на сградата. Прозоречните отвори в приземния дял са затворени по-късно с дървени капаци отвътре, но все още стоят защитните решетки от ковано желязо с хубави барокови форми. Първоначално покривът е от каменни плочи, но днес е цялостно припокрит с нов пластмасов.
По време на борбата за българска църковна независимост „Свети Никола“ е църквата на патриаршистите сърбомани в Тресонче, докато другата църква „Св. св. Петър и Павел“ е на българите екзархисти.
- Църквата през зимата
- Иконостасът на църквата
- Женската църква